# Sneathia
Sneathia es un género de bacterias gramnegativas, sin esporas y no móviles de la familia Leptotrichiaceae. Sneathia fue nombrado en honor del microbiólogo H. A. Snaeth.